# Ormiscodes semirosea
Ormiscodes semirosea är en fjärilsart som beskrevs av Walker 1855. Ormiscodes semirosea ingår i släktet Ormiscodes och familjen påfågelsspinnare. Inga underarter finns listade i Catalogue of Life.